# Isaac Olofsson Metzén
Isaac Olofsson Metzén, född 24 april 1738 i Kimstads socken, död 26 juli 1805 i Drothems socken, han var en svensk kyrkoherde i Törnevalla församling. 

## Biografi
Isaac Olofsson Metzén föddes 24 april 1738 i Kimstads socken. Han var son till kyrkoherden Olof Metzén och Anna Margareta Werning. Metzén blev 1757 student vid Uppsala universitet och prästvigdes 25 mars 1763 till huspredikant på Solberga. Han blev 29 juli 1767 komminister i Kimstads församling och 16 augusti 1790 kyrkoherden i Törnevalla församling, tillträdde 1792. Metzén avled 26 juli 1805 i Drothems socken.

### Familj
Metzén gifte sig första sången med Maria Margareta Helgsten (1737–1773). De fick tillsammans barnen Beata Sabina (1766–1777), Anna Margareta (1768–1769), Isaac (1770–1775) och Johan Daniel (1773–1773).
Metzén gifte sig andra gången 9 oktober 1774 med Gertrud Christina Lejman (1753–1818). Hon var dotter till kyrkoherden i Västra Husby socken. De fick tillsammans barnen Christina Margareta (1775–1783), Gustaf Adolph (1778–1836), Ulrica Eleonora (1780–1805), Anders Rydelius (1781–1793), Gertrud Mariana (1783–1829), Johan Göran (1784–1787), Hedvig Catharina (1785–1856), Sven Magnus (1787–1787), Lars Erik (1791–1791) och kyrkoherden Karl Johan Metzén i Klockrike församling.